# 150
150 (CL na numeração romana) foi um ano comum do século II do Calendário Juliano, da Era de Cristo, a sua letra dominical foi E (52 semanas), teve início e fim numa quarta-feira.
| Ano completo                        |
| ----------------------------------- |
| Ano comum com início à quarta-feira |

## Eventos
- Primeiro e único ano do Heping da Dinastia Han chinesa
- O mais antigo atlas (Geografia) foi feito (data aproximada) por Ptolemeu[1]
- Marcião de Sinope produz sua própria versão do Evangelho de Lucas, o chamado Evangelho de Marcião[2]
- Antonino Liberal escreve um trabalho sobre mitologia (data aproximada)[3]
- Sérvio Sulpício Galba, através de um ardil, derrota os Lusitanos.[4]

## Nascimentos
- Monoimo, gnóstico árabe
- Zhang Zhongjing, médico chinês[5]